# Эффект низкой базы
Эффект низкой базы в экономике, финансах, демографии и статистике возникает тогда, когда впечатляющие темпы роста того или иного индикатора объясняются его крайне низким стартовым показателем. К примеру, увеличение числа заказов с 1 до 5 указывает на 400%-ный рост. Для сравнения, прирост числа заказов с 500 до 510 в статистике отражается лишь как 2%-ный рост несмотря на бо́льшую абсолютную величину прироста (10 против 4). В этом случае наблюдается обратное явление: эффект высокой базы, при котором индикаторы растут уменьшающимися темпами. И тот, и другой эффекты можно охарактеризовать в общем как эффект базы.

## Значение и примеры
Эффект низкой базы, как более впечатляющий, часто используется для различного рода статистических манипуляций, привлечения инвесторов в развивающиеся страны, в публицистике при погоне за сенсациями и так далее. Именно данным эффектом часто можно объяснить высокие (7—10 %) темпы роста ВВП в таких развивающихся странах как  Индия, Таиланд на фоне темпов роста ВВП развитых стран, где прирост ВВП в размере хотя бы 2 % в год считается хорошим показателем. Но в целом, за редкими исключениями, реальное увеличение благосостояния развивающихся стран часто остаётся худшим по сравнению с развитыми странами. Дело в том что повысить производительность труда в развивающейся стране гораздо проще, чем развитой, поскольку развитые страны и так уже используют все самые передовые технологии, следовательно возможности их дальнейшей оптимизации не приводят к революционным прорывам. Эффект низкой базы в пределах экономики одной страны (к примеру, РФ) часто можно наблюдать и тогда когда рост ВРП небольших, периферийных и аграрных регионах (Дагестан, Еврейская область) значительно превосходит рост ВРП столицы и прочих постиндустриальных, промышленно развитых регионов (Москва, Санкт-Петербург). Эффект низкой базы наблюдается в новых, бурно развивающихся отраслях экономики при незначительном абсолютном объёме. Также может наблюдаться и там где происходит некоторое оживление роста после периода продолжительного сокращения объёмов производства в результате предшествовавшего кризиса, депрессии.

### Демографические примеры
В демографических процессах эффект низкой базы также часто выявляется в статистических сравнениях. К примеру, в населении Казахстана между 1989 и 1999 года, доля казахов в городах выросла на 45,3 %, а в селах лишь на 9,0 %, что объяснялось отчасти и эффектом низкой базы казахов в городах и высокой в сёлах: большинство казахов КазССР в 1989 были селянами (61,7 %), однако в 1990-е годы в города направился значительный поток казахской миграции по линии село-город. Максимальные процентные темпы прироста казахов показали Алматы и Астана, где доля и количество казахов были минимальны.

## Примеры
| Период                  | Индикатор               | Абс. Прирост                    | Относ. прирост                                    |
| {\displaystyle t\,}     | {\displaystyle I_{t}\,} | {\displaystyle I_{t}-I_{t-1}\,} | {\displaystyle {\tfrac {I_{t}-I_{t-1}}{I_{t-1}}}} |
| ----------------------- | ----------------------- | ------------------------------- | ------------------------------------------------- |
| 0                       | 1                       | --                              | --                                                |
| 1                       | 2                       | 1                               | 100 %                                             |
| 2                       | 3                       | 1                               | 50 %                                              |
| 3                       | 4                       | 1                               | 33 %                                              |
| {\displaystyle \vdots } | {\displaystyle \vdots } | {\displaystyle \vdots }         | {\displaystyle \vdots }                           |
| 100                     | 101                     | 1                               | 1 %                                               |

|                  | 0 год | 1 год | 2 год | 3 год | 4 год | 5 год |
| Фирма А, продажи | 100   | 120   | 140   | 160   | 180   | 200   |
| Абс. прирост     | -     | 20    | 20    | 20    | 20    | 20    |
| % рост           | -     | 20    | 16,7  | 14,3  | 12,5  | 11,1  |
| Фирма Б, продажи | 100   | 90    | 80    | 70    | 60    | 80    |
| Абс. прирост     | -     | -10   | -10   | -10   | -10   | 20    |
| % рост           | -     | -10   | -11,1 | -12,5 | -14,3 | 33,3  |